# Supermarine Southampton
Il Supermarine Southampton fu un idrovolante a scafo centrale, bimotore e biplano, sviluppato dall'azienda aeronautica britannica Supermarine Aviation Works negli anni venti.
Proposto originariamente sul mercato dell'aviazione militare, e adottato come idroricognitore e pattugliatore marittimo, fu l'idrovolante britannico di maggior successo commerciale nel periodo interbellico, anche nella sua variante civile da 10 passeggeri utilizzata per congiungere l'Inghilterra alla Francia.

## Storia del progetto
Nei primi anni venti, alla luce delle soddisfacenti prestazioni offerte dal precedente e sperimentale Supermarine Swan, l'Air Ministry, il ministero che a quel tempo sovraintendeva a tutta l'aviazione del Regno Unito, emise un ordine di fornitura per un idrovolante derivato anche se solo allo stato progettuale, procedura piuttosto inusuale per il periodo. Il nuovo modello venne sviluppato da un gruppo di lavoro diretto da R. J. Mitchell, diventato famoso in seguito per aver progettato il celeberrimo Spitfire: indicato dall'azienda come Southampton, il nuovo aereo era uno sviluppo diretto dello Swan, che funse in pratica da prototipo, permettendo in tal modo una più rapida evoluzione del progetto.
L'impostazione del Southampton riproponeva quindi quello dello Swan, un idrovolante a scafo dalla velatura biplana e propulsione basata su due motori collocati, in configurazione traente, tra i due piani alari. La prima versione costruita, il Southampton Mk I, era realizzata con struttura interamente lignea, sia nella costruzione delle ali che dello scafo, mentre nel successivo Southampton Mk II quest'ultimo era sostituito da un nuovo scafo ricoperto da una pelle in duralluminio, soluzione che permise un risparmio di peso complessivo di 900 lb (409 kg) con conseguente miglioramento dell'autonomia di circa 200 mi (320 km). Nel 1929, 24 esemplari di Mk I furono convertiti allo standard Mk II, ricevendo il nuovo scafo adottato nella seconda versione sviluppata. Gli ultimi esemplari costruiti adottarono nuove ali con struttura metallica adottando presumibilmente la nuova designazione Southampton Mk III.
Lo scafo integrava le tre postazioni difensive dotate di mitragliatrici, una nel naso e due sfalsate nella parte posteriore.
Il primo esemplare di serie venne portato in volo per la prima volta il 10 marzo 1925, mentre le consegne alla RAF ebbero inizio a metà dello stesso anno.

## Impiego operativo

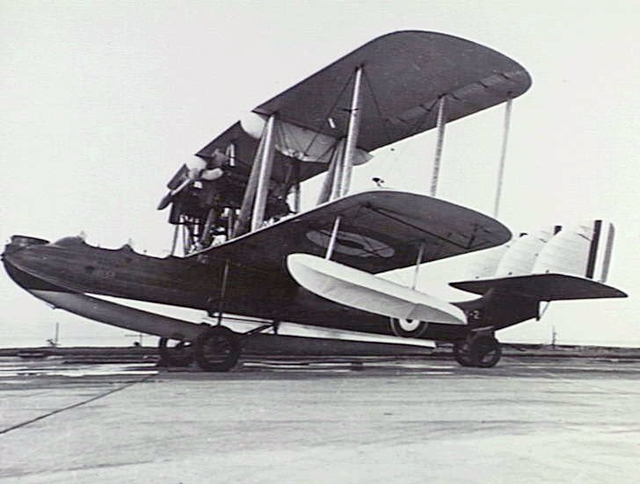
Un Supermarine Southampton in servizio con la Royal Australian Air Force.

I primi esemplari di Southampton furono consegnati ai reparti RAF entrando in servizio nel 1925 con il No. 480 (Coastal Reconnaissance) Flight basato presso la base RAF Calshot. In una serie di voli dimostrativi (in inglese "showing the flag") il modello divenne presto famoso per la sua capacità di rimanere in formazione in voli su lunga distanza: le imprese più rappresentative furono i raid da 43 500 km (27 000 mi) compiuti nel 1927 e 1928 da una formazione di quattro Southampton che, partendo da Felixstowe, raggiunsero l'estremo Oriente sorvolando il Mar Mediterraneo, l'India ed atterrando come ultima tappa a Singapore.
L'interesse sul mercato aeronautico per il Southampton riuscì a superare i confini nazionali e la Supermarine sottoscrisse contratti di fornitura con l'Argentina, otto esemplari acquistati dall'Armada de la República Argentina, la marina militare del paese sudamericano, per la propria componente aerea, la Aviación Naval, e con la Turchia, che acquistò sei esemplari di Mk II nel 1933 rimasti in servizio per 10 anni. Un unico esemplare venne acquistato dal Giappone, che in seguito lo riconvertì ad uso civile ricavando uno scompartimento passeggeri per 18 posti a sedere. Furono inoltre vennero ceduti due esemplari della versione Mk I ex-RAF all'Australia, mentre un terzo, sempre già in servizio con la RAF, venne reimmatricolato con marche civili G-AASH e trasferito alla compagnia aerea nazionale Imperial Airways, con la quale operò per tre mesi, dal dicembre 1929, come aereo postale sulla rotta Genova-Alessandria d'Egitto per sostituire uno Short Calcutta perso per incidente.
La produzione complessiva si attestò a 83 esemplari costruiti, numero cui va aggiunto un singolo esemplare della variante trimotore Southampton Mk X che rimase allo stadio di prototipo.

## Varianti
Mk I
variante dallo scafo realizzato in legno, equipaggiata con motore Napier Lion V, realizzata in 23 esemplari.
Mk II
variante dallo scafo realizzato in leghe leggere, equipaggiata con motore Napier Lion Va, realizzata in 39 esemplari.
"Argentina"
variante destinata al mercato estero e realizzata sulle esigenze del committente argentino, 5 esemplari con scafo realizzato in legno più 3 con scafo metallico, equipaggiata con motore Lorraine-Dietrich 12E, realizzata complessivamente in 8 esemplari.
"Turkey"
variante destinata al mercato estero e realizzata sulle esigenze del committente turco, sei esemplari equipaggiati con motori Hispano-Suiza 12Nbr che montarono in via sperimentale anche i Bristol Jupiter IX e Rolls-Royce Kestrel.

## Utilizzatori

### Militari
Argentina
- Armada de la República Argentina (8)

 Australia
- Royal Australian Air Force
  - Coastal Reconnaissance Flight RAAF
  - No. 1 Flying Training School's Seaplane Squadron RAAF

 Danimarca
 Giappone
- Marina imperiale giapponese

 Regno Unito
- Royal Air Force [7]
  - No. 201 Squadron RAF
  - No. 203 Squadron RAF
  - No. 204 Squadron RAF
  - No. 205 Squadron RAF
  - No. 209 Squadron RAF
  - No. 210 Squadron RAF
  - No. 480 (Coastal Reconnaissance) Flight RAF

 Turchia
- Türk Hava Kuvvetleri

### Civili
Giappone
- Japan Air Transport
- Nippon Kokuyuso Kenkyujo

 Regno Unito
- Imperial Airways

### Pubblicazioni
- (EN) The Great Flying-Boat Cruise: Four Supermarine "Southamptons" Start on 25,000 Miles' Flight, in Flight, No. 982 (No.42 Vol.XIX), 20 ottobre 1927,  pp. 732-734, ISSN no (WC · ACNP).